# Krauzovna
Krauzovna je vesnice, část obce Kly v okrese Mělník ve Středočeském kraji. Nachází se asi jeden kilometr východně od Kel. Prochází zde silnice I/9. Je zde evidováno 57 adres. Počet obyvatel neuveden
Krauzovna leží v katastrálním území Kly o výměře 7,88 km².

## Historie
Krauzovna vznikla k 28. březnu 2001 jako část obce Kly v okrese Mělník.

## Obyvatelstvo
| Rok            | 1869 | 1880 | 1890 | 1900 | 1910 | 1921 | 1930 | 1950 | 1961 | 1970 | 1980 | 1991 | 2001 | 2011 | 2021 |
| -------------- | ---- | ---- | ---- | ---- | ---- | ---- | ---- | ---- | ---- | ---- | ---- | ---- | ---- | ---- | ---- |
| Počet obyvatel | 0    | 0    | 0    | 0    | 0    | 0    | 0    | 0    | 0    | 0    | 0    | 0    | 0    | 161  | 220  |
| Počet domů     | 0    | 0    | 0    | 0    | 0    | 0    | 0    | 0    | 0    | 0    | 0    | 0    | 0    | 53   | 70   |